# Іан Каллаган
Іан Каллаган (англ. Ian Callaghan, нар. 10 квітня 1942, Токстет) — англійський футболіст, фланговий півзахисник.
Насамперед відомий виступами за клуб «Ліверпуль», а також за національну збірну Англії.
П'ятиразовий чемпіон Англії. Дворазовий володар Кубка Англії. Шестиразовий володар Суперкубка Англії з футболу. Дворазовий володар Кубка чемпіонів УЄФА. Дворазовий володар Кубка УЄФА. Володар Суперкубка УЄФА. У складі збірної — чемпіон світу. 

## Клубна кар'єра
У дорослому футболі дебютував у 1960 році виступами за команду клубу «Ліверпуль», в якій провів вісімнадцять сезонів, взявши участь у 640 матчах чемпіонату.  Більшість часу, проведеного у складі «Ліверпуля», був гравцем основного складу команди. За цей час п'ять разів виборював титул чемпіона Англії, ставав володарем Кубка Англії (двічі), володарем Суперкубка Англії з футболу (шість разів), володарем Кубка чемпіонів УЄФА (двічі) та Кубка УЄФА (також двічі), володарем Суперкубка УЄФА.
Згодом з 1978 до 1981 року грав у складі команд американського «Форт-Лодердейл Страйкерз» та валлійського «Суонсі Сіті».
Завершив професійну ігрову кар'єру у нижчоліговому клубі «Кру Александра», за команду якого виступав протягом 1981—1982 років.

## Виступи за збірну
У 1966 році дебютував в офіційних матчах у складі національної збірної Англії. Протягом кар'єри у національній команді, яка тривала 12 років, провів у формі головної команди країни лише 4 матчі.
У складі збірної був учасником чемпіонату світу 1966 року в Англії, здобувши в тому ж році титул чемпіона світу.

## Титули і досягнення

### Командні
- Чемпіон Англії (5):

«Ліверпуль»:  1963–64, 1965–66, 1972-73, 1975-76, 1976-77
- Володар Кубка Англії (2):

«Ліверпуль»:  1964–65, 1973–74
- Володар Суперкубка Англії з футболу (6):

«Ліверпуль»:  1964, 1965, 1966, 1974, 1976, 1977
- Володар Кубка чемпіонів УЄФА (2):

«Ліверпуль»:  1976–77, 1977–78
- Володар Кубка УЄФА (2):

«Ліверпуль»:  1972–73, 1975–76
- Володар Суперкубка Європи (1):

«Ліверпуль»:  1977
- Чемпіон світу (1):

1966

### Особисті
- Гравець року за версією Професійної футбольної асоціації — 1974